# 曾都区
曾都区是中国湖北省随州市所辖的一个市辖区，总面积为1316平方公里，常住总人口约70万人。2009年5月，曾都区划出部分乡镇成立随县。區人民政府駐西城街道烈山大道烏龍巷4號。

## 行政区划
曾都区下辖4个街道办事处、5个镇：
西城街道、东城街道、南郊街道、北郊街道、城南新区、万店镇、何店镇、洛阳镇、府河镇、淅河镇、曾都区新型工业基地和随州市经济开发区。

## 人口
根据随州市第七次全国人口普查公报显示：曾都区常住人口为699475人，男性人口占比49.98%，女性人口占比50.02%，年龄结构中0-14岁占比17.67%，15-59岁占比64.12%，60岁以上占比18.21%，65岁以上占比12.83%。
2004年，全区总人口为160万人。

## 交通
- 汉十高速铁路：随州南站